# Bianca Milesi
Pour les articles homonymes, voir Milesi.
Bianca Milesi ou Bianca Milesi-Mojon (Milan, 22 mai 1790 - Paris, 8 juin 1849) est une femme patriote, écrivain et peintre italienne, qui a joué un rôle important dans les mouvements insurrectionnels des carbonari milanais de 1821.

## Biographie
Bianca Milesi fille de Giovan Battista Milesi et Elena Viscontini est née le 22 mai 1790 dans une famille de riches commerçants milanais d'origine bergamasque. Elle a quatre sœurs : Antonietta, Francesca, Agostina, Luisa, et un frère Carlo. Entre six et dix ans, elle fait son éducation dans un couvent florentin, puis dans les monastères milanais Santa Sofia et Santo Spirito et finalement avec une préceptrice. Un voyage avec sa mère en Toscane et en Suisse lui permet de parfaire son éducation et d'étudier la philosophie illuministe.
De retour à Milan, protagoniste de la vie intellectuelle, elle continue à voyager en se rendant à Florence où elle fait la connaissance de la comtesse d'Albany, ancienne amante de Vittorio Alfieri, puis à Rome où elle entre en contact avec Antonio Canova et l'artiste peintre allemande Sophie Reinhard.

### La carboneria
En 1814 Bianca Milesi rentre à Milan puis entre 1817 et 1818 elle se rend en Suisse, Allemagne et Hongrie. Sa maison devient rapidement le lieu de rencontre des plus influents patriotes italiens de son époque ainsi que du philosophe suisse Jean Charles Léonard Simonde de Sismondi, bien connu à Genève. Bianca Milesi accueille aussi bien des nobles, des bourgeois, hommes et femmes du peuple dont les enfants avaient été les victimes de Napoléon. Animé par un sentiment anti français, le salon s'oppose ensuite à l'Autriche et joue un rôle de premier plan dans les actions des carbonari de 1821. L'« entourage » de Bianca Milesi était composé par les mêmes personnes qui fréquentaient la maison de sa cousine Matilde Viscontini: Federico Confalonieri, Giuseppe Pecchio, Pietro Borsieri, Camilla Besana Fé ou encore Maria Frecavalli.

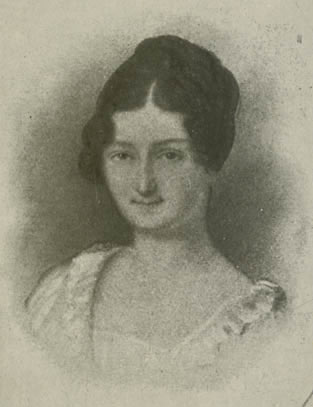
Portrait de Matilde Viscontini

Bianca Milesi, comme Matilde Viscontini, prit part activement aux conspirations des Carbonari en adhérant au mouvement féminin des Giardiniere.
Les dirigeantes de ce mouvement n'ont jamais été individuées, mais il existe des fortes présentions «per credere che alcune signore di Milano fossero grandemente operose per quella cospirazione che si ordì nel 1821». (pour penser que certaines dames de Milan ont été très actives dans la conspiration de 1821) Le cénacle féminin, uni aux patriotes qui gravitaient autour du Conciliatore de Confalonieri, et de Ludovico di Breme et du salon du comte Luigi Porro Lambertenghi, tint un rôle fondamental dans l'activité subversive de la période. « Nella casa del conte, di cui Silvio Pellico era precettore, si riuniva il gruppo del Conciliatore» (Dans la maison du comte, dont Silvio Pellico était précepteur, se réunissait le groupe du Conciliatore)
Soupçonnée par la police autrichienne, Bianca Milesi poursuit malgré tout son activité patriotique et entre 1821 et 1822, elle rend visite à Melchiorre Gioia, alors emprisonné.
Vers la fin de 1821 l'empereur François Ier d'Autriche ordonne au ministre de la police Sedlnitzsky de surveiller « attentivement » certaines femmes soupçonnées d’échanger des messages secrets avec des conspirateurs à travers le Tessin.
Bianca Milesi est arrêtée avec sa cousine Maria Frecavalli, mais ne fait aucune concession : «E dove, di grazia, dovrei nasconderli? Nelle trecce che non ho, nelle pieghe di abiti che da tempo non indosso più?» (Mais où devrai-je les cacher [les messages] ? Dans les tresses que je n'ai pas, dans les plis d'habits que je ne porte plus depuis longtemps?
Libérée, elle reprend ses activités en entretenant des rapports étroits avec les personnalités liées au monde de l'art : elle-même était une peintre appréciée et amie d'artistes comme Francesco Hayez, Andrea Appiani et Ernesta Bisi, la maîtresse de dessin de Cristina Trivulzio di Belgiojoso.
Bianca Milesi s'est aussi investie dans le domaine social, en particulier dans le domaine de l'école en soutenant la Società per il mutuo insegnamento que Federico Confalonieri avait fondée avec le but de créer des écoles pour jeunes filles. ainsi que Ferrante Aporti et le projet de garderies publiques.
Le climat politique l'incite à quitter Milan, d'abord pour Genève où elle fréquente de nouveau Jean Charles Sismondi, avec lequel elle est restée en contact épistolaire, puis pour Paris et enfin en Angleterre où elle entre en contact avec Maria Edgeworth, dont elle retiendra le modèle éducatif. Après divers voyages à travers divers pays d'Europe septentrionale elle retourne en Italie et s'établit à Gênes.

### Les dernières années
En 1825 Bianca Milesi épouse à Gênes le médecin Benedetto Mojon, avec lequel elle à deux enfants : Enrico e Benito.
Pour leur éducation elle traduit et publie des livres littéraires anglais et français, ce qui incite Manzoni, qui correspond avec elle à la surnommer «madre della patria» (mère de la patrie). Avec Mojon elle gère à Gênes un nouveau salon et fréquente les républicaine Bianca Rebizzo, Teresa Doria et Anna Giustiniani, flamme de jeunesse de Camillo Cavour et mazzinienne convaincue.
En 1833, le couple quitte l'Italie et s'établit à Paris où Bianca se convertit au protestantisme.
Le 4 juin 1849 Bianca Milesi a les premiers symptômes du cholera, le 7 juin, son mari qui l'assistait est aussi contaminé. Le couple meurt le jour suivant.

## Publications
- Vita di Gaetana Agnesi (Padoue, 1815) ;
- Vita di Saffo (Milan, 1824).

## Sources
- (it) Cet article est partiellement ou en totalité issu de l’article de Wikipédia en italien intitulé « Bianca Milesi » (voir la liste des auteurs).